# 구교 (일본)
구교(公暁, くぎょう, 혹은 고쿄こうきょう, 고교こうぎょう, 쇼지(正治) 2년(1200) ~ 겐포(建保) 7년(1219) 1월 27일(양력 2월 13일)는 가마쿠라 시대(鎌倉時代) 전기의 승려이다. 가마쿠라 막부(鎌倉幕府) 2대 쇼군(将軍) 미나모토노 요리이에(源頼家)의 차남(『尊卑分脈』 등) 혹은 삼남(『鶴岡八幡宮寺社務職次第』 등)이다.

## 이름 독음
구교의 이름은 에도 시대(江戸時代) 이후 오음(吳音, 중국 남북조 시기 중국 남부나 백제를 거쳐 일본으로 들어온 한자음)으로 읽어 '구교/쿠교(くぎょう)'라고 하지만, 메이지 시대(明治時代)의 『국사대사전(国史大辞典)』에서는 '구게우/쿠게우(クゲウ)'라고 한 이후, 주요 역사 서적에서는 '구교/쿠교'로 읽어 왔다. 한편 『죠큐기(承久記)』 이본으로서 가마쿠라 시대에 성립된 것으로 보이는 『죠큐군모노가타리(承久軍物語)』에서는 '고쿄/코쿄(こうきょう)'라고 쓰였으며, 1550년 경 성립된 존경각문고본(尊経閣文庫本) 『죠큐기(承久記)』에서는 '고세우/코세우(こうせう)'로 쓰여 있다. 덴메이(天明) 연간 『죠큐효모노가타리(承久兵物語)』에서는 '고키야우/코키야우(こうきやう)'라고 쓰여 있으나, 간에이(寛永) 판 『아즈마카가미(吾妻鏡)』 판본에는 '쿠게우/구게우(クゲウ)'라고 독음이 달려 있어, 도쿠가와 미쓰쿠니(徳川光圀)에 의해 편찬이 명령된 『신편가마쿠라지(新編鎌倉志)』에서도 이러한 독음을 답습하였다.
구교의 이름은 스승 데교(貞暁)와 고인(公胤)으로부터 취한 것으로 보고 있지만, 고인과 그 스승 고켄(公顕)은 당시 기록에 '고인/코인(こういん)'과 '고켄/코켄(こうけん)'으로 되어 있다. 보통 승려의 계명(戒名)은 오음으로 읽는 경우가 많지만, 고인이 속한 엔죠지(園城寺)에서는 법명을 한음(漢音, 당대 수도 장안에서 일본으로 들어온 한자음)으로 읽는 풍습이 있었다. 이 때문에 구교의 독법은 한음에 기초한 '고쿄/코쿄(こうきょう)' 혹은 '고교/코교(こうぎょう)'였을 것이라고 복수 연구자가 지적하였다.

## 생애

### 탄생
구교는 쇼지(正治) 2년(1200) 제2대 가마쿠라 쇼군 미나모토노 요리이에(源頼家)와 정실 쓰지도노(辻殿)의 적자로 태어났다. 아명은 젠자이(善哉)이다. 요리이에의 아들로서는 차남이었지만 쓰지도노로서는 첫 아들이었다. 조부 미나모토노 요리토모(源頼朝)의 사망 다음 해에 태어났다.
상술하였듯이 모친은 아스케 시게나가(足助重長) 혹은 가모 시게나가(加茂重長)의 딸 쓰지도노이지만, 이는 『아즈마카가미(吾妻鏡)』에 의한 것이다. 『손피분먀쿠(尊卑分脈)』 등에는 이치만(一幡)의 모친과 같은 히키 요시카즈(比企能員)의 딸 와카사노쓰보네(若狭局)이라고 되어 있으며, 아가타 아쓰키(縣篤岐) 본 『겐지계도(源氏系図)』에는 미우라 요시즈미(三浦義澄)의 딸로 되어 있다. 이치반은 이복형 혹은 동복형, 사카자네(栄実)는 이복동생 혹은 이복형, 젠교(禅暁)는 이복동생 혹은 동복동생, 다케노온쇼(竹御所)는 이복여동생 혹은 동복여동생이다.

### 출가
부친 미나모토노 요리이에는 겐닌(建仁) 3년(1203) 9월 히키 요시카즈의 변(比企能員の変)에 의해 가마쿠라에서 추방되었고, 다음해 젠자이가 4세였을 때에
호조씨(北条氏)의 자객에 의해 암살되었다. 겐에이(建永) 원년(1206) 6월 16일, 7세의 젠자이는 와카미야(若宮)의 벳토보(別当坊)로부터 조모 아마온타이(尼御台) 호조 마사코(北条政子)의 저택으로 건너가, 착과(着袴) 의식을 행하였다. 10월 22일, 유모의 남편 미우라 요시무라(三浦義村)의 시중을 받으며, 마사코의 책략에 의해 숙부인 3대 쇼군 미나모토노 사네토모(源実朝)의 양자가 되었다. 겐랴쿠(建暦) 원년(1211) 9월 15일 12세로 쓰루가오카하치만궁(鶴岡八幡宮寺) 벳토(別当) 죠교(定暁) 아래에서 출가하였다. 다음날에는 수계(受戒)를 위해 교토(京都)에 갔다. 엔죠지(園城寺)에 고인(公胤)의 문제(門弟)로서 입실하였고, 처음에는 라이교(頼暁)라는 계명(戒名)을 받았지만, 고인의 제자가 되고 나서는 고교/구교(公暁)라는 계명을 받았다고 본다.

### 쓰루가오카하치만궁 벳토
겐포(建保) 5년(1217) 6월 20일, 18세의 구교는 가마쿠라로 돌아가 마사코의 의향에 따라 쓰루가오카하치만궁 벳토에 취임하였다. 같은해 10월 11일부터 우라야마(裏山)에서 천일참롱(千日参籠)을 행하였다. 다음해인 겐포 6년(1218) 12월 5일, 구교가 쓰루오카에 참롱하여 퇴출하지 않은 채로 얼마간의 기서(祈誓)를 행하였지만 전혀 머리를 깍지 않았기에 사람들은 이를 기이하게 여겼다고 한다. 또한 이세태신궁(伊勢太神宮)이나 여러 신사에 봉폐(奉幣)하는 사절을 보낸 일이 쇼군고쇼(将軍御所)에 발각되었다.

### 사네토모 암살
이듬해 겐포 7년(1219) 1월 27일, 눈이 2자나 내린 가운데 사네토모가 우다이진(右大臣) 배하(拝賀)를 위해 쓰루오카하치만궁에 참배하였다. 밤이 되자 참배를 마치고 돌계단을 내려와 쿠교(公卿)들이 배열해 있는 앞에　다다르는 것을 두건을 쓴 구교가 덤벼들었고, 시타가사네(下襲, 일본 관복에서 땅에 끌릴 정도로 길게 늘인 옷)를 밟아 사네토모가 넘어지는 것을 '아버지의 적을 이렇게 무찌른다(親の敵はかく討つぞ)'고 외치며 머리를 베고 그 머리를 떨어뜨렸다. 동시에 3,4인의 동료 법사들이 수행자들을 쫓아 내고 미나모토노 나카아키라(源仲章)를 호조 요시토키(北条義時)로 착각하여 베어버렸다. 그리고 『아즈마카가미』에 의하면, 하치만궁 돌계단 위에서 '나는 하치만궁 벳토 아쟈리 구교이다. 아비의 적을 무찔렀다.(我こそは八幡宮別当阿闍梨公暁なるぞ。父の敵を討ち取ったり)'라고 크게 외치고 혼비백산하여 달아나는 쿠교들과 경내에 돌입해 온 무사들을 두고 모습을 감췄다. 한편 『구칸쇼(愚管抄)』에 의하면 구교는 이런 소리를 외치지 않았으며 도리이(鳥居) 바깥에 있었던 무사들은 쿠교들이 도망쳐 올 때까지 습격하려 하지 않았다고 한다. 의식 즈음에 수천명의 병사가 모두 도리이 바깥에 있었으며, 그곳에 무장한 사람은 없었다.

### 미우라 기요무라에 의한 암살
구교는 사네토모의 목을 가지고 눈이 내리는 가운데 기타야(北谷)의 후견자 빗추아쟈리(備中阿闍梨) 집으로 돌아갔으며 식사 도중에도 사네토모의 목을 떨어뜨려 놓지 않았으며, 유모의 남편 미우라 기요무라(三浦義村)에게 사환을 보내어 '이제 나는 동국의 대장군이다. 그 준비를 하라.(今こそ我は東国の大将軍である。その準備をせよ)'고 말을 전하였다. 기요무라는 영접 사자를 보낸다고 거짓으로 전하고 호조 요시토키에게 이를 보고하였다. 요시토키는 주저없이 구교를 주살해야 한다고 평의를 하였고 요시무라는 용맹한 구교를 벨 수 있는 나가오 사다카게(長尾定景)에게 사신을 보냈다.
구교는 요시무라의 영접이 오지 않았기에 혼자서 눈속을 쓰루오카 뒷산을 올라 요시무라 집에 향하는 도중에 사가카게 등을 만났다. 구교는 자객을 마구 베어 흩뜨리고 요시무라의 집 문앞에 간신히 도착하였으나, 문을 타고 넘어가려는 것을 사다카게가 쓰러뜨렸다. 향년 20세였다. 이로 인해 쓰지도노와 미나모토노 다메토모(源為朝)의 혈통이 끊어졌다.
사다카게가 구교의 목을 호조 요시토키에게 가져가자 요시토키는 쿠비짓켄(首実検)을 하였다. 아울러 『아즈마카가미』에 의하면 사네토모의 목은 소재 불명이었으나 『구칸쇼』에는 오카야마(岡山)의 눈 속에서 사네토모의 목이 발견되었다고 전한다.

### 가쿠레이초(隠れイチョウ) 전설

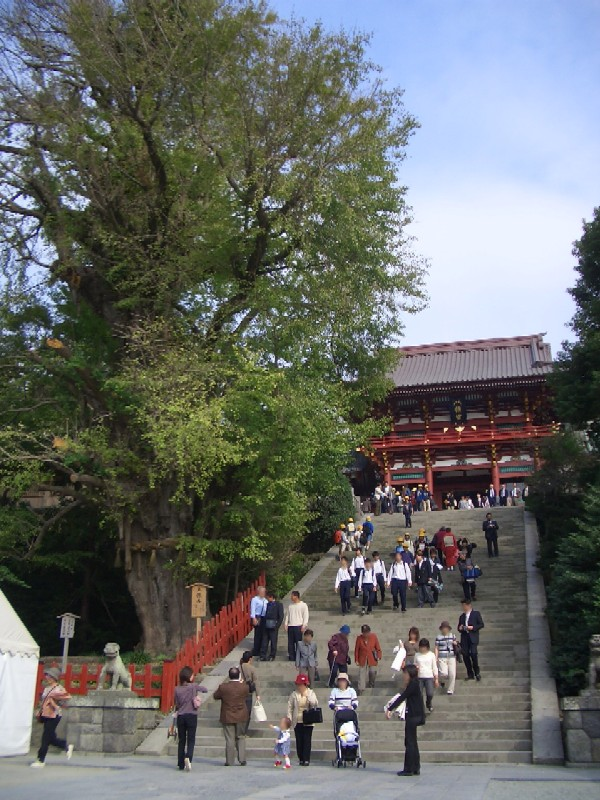
구교가 습격 전에 숨어 있었다는 전설이 있는 쓰루오카하치만궁의 은행나무(쓰러지기 전)

구교의 무덤은 현존하지 않으며 묘소에 관한 사료도 존재하지 않다. 이전에 쓰루오카하치만궁에는 '구교가 숨은 은행나무(公暁の隠れいちょう)'라는 큰 은행나무가 있었으며 구교가 이 그늘에 숨어 사네토모를 습격했다는 전설도 있었지만, 전설이 알려진 것은 에도막부 시기이며 당시 사료에는 없다. 은행나무는 2010년 3월 10일 강풍에 의해 쓰러졌다.

## 사네토모 암살의 배경
구교는 숙부이자 제3대 쇼군 미나모토노 사네토모를 '아비의 적'으로 암살하였지만, 구교는 사네토모의 양자였기에, 양자가 양부를 살해하게 된 것이다. 구교의 사네토모 암살 배후에는 호조씨의 미나모토씨 토멸, 혹은 호조씨의 정적으로서 구교와 가까운 미우라씨에 의한 호조 타도, 또는 쇼군 친재(親裁)를 강압하는 사네토모에 대한 호조•미우라 등 가마쿠라 고케닌(御家人)의 공모, 혹은 당시 상황(上皇)이 된 고토바천황(後鳥羽天皇)에 의한 막부 전복 책략 등이 있었을 것이라고 추측되고 있으나, 확증은 없다.
최근에는 흑막설이 부정되고 구교 단독 범행설을 취하는 연구자들이 많다. 이는 전술한 배후 관계에 확증이나 근거가 부족한 것에 대하여 구교 개인이 야심가 사네토모의 후계자로서의 쇼군 취임을 노렸던 바, 고토바천황의 황자를 쇼군 후계자로 하여 사네토모가 쇼군직을 퇴임하고 후견(後見)을 행하는 구상이 현실로 다가오면서 구교의 쇼군 취임 가능성이 없어지게 되는(사네토모의 급격한 관위 상승은 치천의 군(治天の君) 고토바천황의 황자를 양자로 맞이하는 것에 있어 적절한 관위를 가질 필요가 있다고 하는 고토바의 의향에 의한 것이라고 보임) 것에 대한 초조함이 구교의 사네토모 살해를 결의하였다고 추측되는 것에, 이 사건의 최대 요인을 찾는 견해 혹은 학설이 유력하게 되고 있다고 보인다.

## 같이 보기
- 미나모토노 요리토모
- 미나모토노 요리이에
- 미나모토노 사네토모
- 와카사노쓰보네
- 쓰지도노